# レイ・バルガス
レイ・バルガス（Rey Vargas、1990年11月25日 - ）は、メキシコのプロボクサー。メヒコ州オトゥンバ出身。現WBC世界フェザー級休養王者。元WBC世界スーパーバンタム級王者。世界2階級制覇王者。
トレーナーはイグナシオ・ベリスタイン。

## 来歴
1990年11月25日、メキシコシティで生まれた。4人兄弟で唯一の男の子である。両親とともにメヒコ州オトゥンバに移り住み、10歳の頃から父親で元プロボクサーのカルロスにボクシングの手ほどきを受け、学校に通い、仕事をする傍らで練習を続けた。

### アマチュア時代
2005年には国内外の大会でメダルを獲得。この頃からナショナルチームの一員として数年間、CDOM（Centro Deportivo Olímpico Mexicano、メキシコオリンピックスポーツセンター）でトレーニングを積んだ。北京オリンピック出場を目指したが、国内予選で敗退。年齢もオリンピック参加資格の基準に達していなかった。2007年12月、メキシコ開催のグアンテス・デ・オロでは、バンタム級決勝戦で亀田和毅にポイント勝ちを収め、優勝している。2009年には米大陸選手権で同級金メダルを獲得。同年の世界選手権では、後にロンドンオリンピックで同級金メダリストとなるルーク・キャンベルに4–13のポイント負けを喫した。アマチュア戦績は124勝7敗。

### プロ時代

#### スーパーバンタム級
エクトル・ガルシア率いるHGボクシングプロモーションと契約し、2010年4月10日にプロデビュー。
2012年2月25日、グアダラハラでガブリエル・アグイロンとIBF世界スーパーバンタム級ユース王座決定戦を行い、初回1分17秒KO勝ちを収め、王座を獲得した。
2013年4月27日、メキシコシティのアレナ・メヒコで開催されたメキシコと日本の対抗戦で、高野誠三（真正）とWBC世界スーパーバンタム級ユースシルバー王座決定戦を行い、3回2分22秒TKO勝ちを収め王座獲得に成功した。
2013年8月24日、カリフォルニア州カーソンの スタブハブ・センター・テニスコートで行われたアブネル・マレス対ジョニー・ゴンサレスの前座でアメリカデビュー。ファニト・ルビリアルに4回KO勝ちを収めた。
2013年10月26日、トルーカで日本バンタム級10位の村井勇希（グリーンツダ）とWBC世界スーパーバンタム級ユース王座決定戦を行い、3-0の判定勝ちを収め王座獲得に成功した。
2013年6月、オトゥンバにジムを開設した。
2016年9月3日、サラゴサのデポルティボ・サラゴサにて、元WBA世界スーパーフライ級王者のアレクサンデル・ムニョスとWBCインターナショナルスーパーバンタム級シルバー王座決定戦を行い、5回2分22秒TKO勝ちを収め王座を獲得した。
2017年2月25日、キングストン・アポン・ハルのハル・アリーナでWBC世界スーパーバンタム級王座決定戦を同級2位のギャビン・マクドネルと行い、12回2-0（117-111、116-112、114-114）の判定勝ちを収め王座獲得に成功した。3月12日、WBCの2017年3月度の月間優秀選手賞に選出された。
2017年6月、ゴールデンボーイ・プロモーションズと複数年のプロモーション契約を結んだ。
2017年8月26日、カリフォルニア州カーソンのスタブハブ・センター・テニスコートにてミゲール・コットVS亀海喜寛の前座で、WBC世界スーパーバンタム級3位のロニー・リオスと対戦し、12回3-0（118-110×2、115-113）の判定勝ちを収め、初防衛に成功した。
2017年12月2日、マディソン・スクエア・ガーデンにてミゲール・コットVSサダム・アリの前座で、WBC世界スーパーバンタム級10位のオスカル・ネグレテと対戦し、12回3-0（119-108×2、120-108）の判定勝ちを収め、2度目の防衛に成功した。12月11日、WBCの2017年12月度の月間MVPに選出された。
2018年5月12日、ニューヨーク州ヴェローナのターニング・ストーン・リゾート・アンド・カジノ内ターニング・ストーン・イベント・センターにてWBC世界スーパーバンタム級8位のアザト・ホフハニスヤンと対戦し、12回3-0（116-112、117-111、118-110）の判定勝ちを収め、3度目の防衛に成功した。
2019年2月9日、カリフォルニア州インディオのファンタジー・スプリングス・リゾート・カジノにてアルベルト・マチャドVSアンドリュー・カンシオの前座で、WBC世界スーパーバンタム級3位のフランクリン・マンサニージャと対戦し、12回3-0（117-108×3）の判定勝ちを収め、4度目の防衛に成功した。この試合でバルガスは7万5千ドル（約810万円）、マンサニージャは2万ドル（約210万円）のファイトマネーを稼いだ。
2019年7月13日、カリフォルニア州カーソンのディグニティ・ヘルス・スポーツ・パーク・テニスコートでWBC世界スーパーバンタム級暫定王者の亀田和毅と団体内王座統一戦を行い、12回3-0（117-110×3）で判定勝ちを収め団体内王座統一に成功すると共に、5度目の防衛に成功した。
2019年11月5日、WBCは、推奨するVADAのドーピング検査で、バルガスが禁止薬物クレンブテロールの陽性反応を示したものの、ごく微量のクレンブテロールの陽性反応で、意図的な摂取ではなく、メキシコで流通する肥育目的でクレンブテロール入りの餌を与えられた家畜の汚染食肉が原因と判断し、処分を科さないと発表した。
2020年1月、プロモーション契約していたゴールデンボーイ・プロモーションズを離れ、有力マネージャーのアル・ヘイモン及びTGBプロモーションズと契約した。
2020年8月、足を怪我したため正規王者から休養王者に認定されたが、同月14日に剥奪された。
2021年1月、1階級上げてフェザー級に転向し、WBC世界フェザー級1位にランクインした。

#### フェザー級
2021年11月6日、約2年4か月ぶりに試合を行い、ラスベガスのMGMグランド・ガーデン・アリーナでレオナルド・バエズとフェザー級10回戦で対戦し、10回3-0（100-90×2、99-91）判定勝ちを収めた。
2022年7月9日、サンアントニオのアラモドームでWBC世界フェザー級王者マーク・マグサヨに挑戦し、12回2-1（115-112×2、113-114）の判定勝ちを収め2階級制覇を達成した。

#### スーパーフェザー級
2022年10月3日、WBC理事会は、バルガス陣営から提出された空位のWBC世界スーパーフェザー級王座に挑戦したいという要求を全会一致で承認し、WBC世界スーパーフェザー級1位のオシャキー・フォスターと対戦交渉を行うよう指令した。
2023年2月11日、テキサス州サンアントニオのアラモドームにてWBC世界スーパーフェザー級1位のオシャキー・フォスターとWBC世界スーパーフェザー級王座決定戦を行い、12回0-3（112-116、111-117、109-119）の判定負け。キャリア初黒星を喫するとともに王座獲得と3階級制覇に失敗した。

#### フェザー級復帰
2024年3月8日、サウジアラビア・リヤドのキングダム・アリーナにてアンソニー・ジョシュア対フランシス・ガヌーの前座で、WBC世界フェザー1位のニック・ボールと対戦し、2度ダウンを奪われるも12回1-1（114-112、110-116、113-113）の引き分けで王座の初防衛に成功した。しかし、多くのファンがボールの勝利を支持するなど物議を醸し、ボクシングプロモーターのフランク・ウォーレンも「ボールがこの試合に勝った。正直、何が起きているのか分からない。どうして判定が割れたのか理解できない」と語っている。
WBCはバルガスとWBC世界フェザー級暫定王者のブランドン・フィゲロアに対して団体内王座統一戦を行うように指令していたが、バルガスが肩を負傷したことに伴い2024年10月11日付で王座剥奪および休養王座に認定されたため団体内王座統一戦は白紙となり、フィゲロアは同日付で暫定王座から正規王座に認定された。

## 戦績
- プロボクシング：38戦 36勝 (22KO) 1敗 1分

| 戦           | 日付           | 勝敗 | 時間    | 内容    | 対戦相手                           | 国籍           | 備考                                                        |
| ------------ | -------------- | ---- | ------- | ------- | ---------------------------------- | -------------- | ----------------------------------------------------------- |
| 1            | 2010年4月10日  | ☆    | 1R      | KO      | クラウディオ・パラシオス           | メキシコ       | プロデビュー戦                                              |
| 2            | 2010年5月29日  | ☆    | 4R      | 判定3-0 | ヘクトル・エスナー・ボバディージャ | メキシコ       |                                                             |
| 3            | 2010年8月21日  | ☆    | 2R      | TKO     | ファン・アントニオ・ドゥクエ       | メキシコ       |                                                             |
| 4            | 2010年9月4日   | ☆    | 2R      | TKO     | ホセ・ルイス・メデリン             | メキシコ       |                                                             |
| 5            | 2010年10月2日  | ☆    | 1R 2:23 | KO      | ファビアン・ルイス                 | メキシコ       |                                                             |
| 6            | 2010年11月6日  | ☆    | 1R 2:07 | TKO     | ホルへ・オトカニ                   | メキシコ       |                                                             |
| 7            | 2011年1月22日  | ☆    | 7R      | TKO     | ヘスス・サンティジャン             | メキシコ       |                                                             |
| 8            | 2011年2月26日  | ☆    | 3R 2:22 | TKO     | マリオ・アルベルト・ガルシア       | メキシコ       |                                                             |
| 9            | 2011年3月25日  | ☆    | 2R      | TKO     | ホルへ・モラレス                   | メキシコ       |                                                             |
| 10           | 2011年7月23日  | ☆    | 2R 0:26 | TKO     | レネ・バスケス                     | メキシコ       |                                                             |
| 11           | 2012年2月25日  | ☆    | 1R 1:17 | KO      | ガブリエル・アグイジョン           | メキシコ       | IBF世界スーパーバンタム級ユース王座決定戦                   |
| 12           | 2012年6月2日   | ☆    | 5R 2:47 | KO      | ルイス・ルーゴ                     | メキシコ       |                                                             |
| 13           | 2012年12月22日 | ☆    | 5R 1:40 | TKO     | マルコス・カルデナス               | メキシコ       |                                                             |
| 14           | 2013年4月27日  | ☆    | 3R 2:22 | TKO     | 高野誠三                           | 日本           | WBCインターコンチネンタルスーパーバンタム級ユース王座決定戦 |
| 15           | 2013年6月8日   | ☆    | 2R      | KO      | セシリオ・サントス                 | メキシコ       |                                                             |
| 16           | 2013年8月24日  | ☆    | 4R 2:58 | KO      | ファニート・ルビラース             | フィリピン     |                                                             |
| 17           | 2013年10月26日 | ☆    | 10R     | 判定3-0 | 村井勇希                           | 日本           | WBCユース・世界スーパーバンタム級シルバー王座決定戦         |
| 18           | 2013年12月21日 | ☆    | 10R     | 判定3-0 | アーニー・サンチェス               | フィリピン     | WBCユース防衛1                                              |
| 19           | 2014年3月15日  | ☆    | 7R 終了 | TKO     | シルベスター・ロペス               | フィリピン     |                                                             |
| 20           | 2014年6月14日  | ☆    | 6R 2:34 | TKO     | バーヘル・ネブラン                 | フィリピン     | WBCユース防衛2                                              |
| 21           | 2014年8月23日  | ☆    | 2R 1:01 | TKO     | ダニエル・フェレーラス             | フィリピン     | WBCユース防衛3                                              |
| 22           | 2014年11月1日  | ☆    | 8R 2:12 | TKO     | シルベスター・ロペス               | フィリピン     | WBCユース防衛4                                              |
| 23           | 2015年1月24日  | ☆    | 2R 1:17 | TKO     | ネストー・フーゴ                   | アルゼンチン   | WBCインターナショナルスーパーバンタム級王座決定戦           |
| 24           | 2015年5月23日  | ☆    | 10R     | 判定3-0 | エドワード・マンシト               | フィリピン     |                                                             |
| 25           | 2015年9月5日   | ☆    | 10R     | 判定3-0 | ルシアン・ゴンザレス               | ドミニカ共和国 |                                                             |
| 26           | 2016年2月27日  | ☆    | 3R 1:01 | TKO     | クリスティアン・エスキベル         | メキシコ       |                                                             |
| 27           | 2016年6月11日  | ☆    | 12R     | 判定3-0 | アレクシス・カボレ                 | ブルキナファソ |                                                             |
| 28           | 2016年9月3日   | ☆    | 5R 2:22 | TKO     | アレクサンデル・ムニョス           | ベネズエラ     |                                                             |
| 29           | 2017年2月25日  | ☆    | 12R     | 判定2-0 | ギャビン・マクドネル               | イギリス       | WBC世界スーパーバンタム級王座決定戦                         |
| 30           | 2017年8月26日  | ☆    | 12R     | 判定3-0 | ロニー・リオス                     | アメリカ合衆国 | WBC防衛1                                                    |
| 31           | 2017年12月2日  | ☆    | 12R     | 判定3-0 | オスカル・ネグレテ                 | アメリカ合衆国 | WBC防衛2                                                    |
| 32           | 2018年5月12日  | ☆    | 12R     | 判定3-0 | アザト・ホバニシャン               | アルメニア     | WBC防衛3                                                    |
| 33           | 2019年2月9日   | ☆    | 12R     | 判定3-0 | フランクリン・マンサニージ         | ベネズエラ     | WBC防衛4                                                    |
| 34           | 2019年7月13日  | ☆    | 12R     | 判定3-0 | 亀田和毅                           | 日本           | WBC世界スーパーバンタム級王座統一戦 WBC防衛5→剥奪           |
| 35           | 2021年11月6日  | ☆    | 10R     | 判定3-0 | レオナルド・バエス                 | メキシコ       |                                                             |
| 36           | 2022年7月9日   | ☆    | 12R     | 判定2-1 | マーク・マグサヨ                   | フィリピン     | WBC世界フェザー級タイトルマッチ                             |
| 37           | 2023年2月11日  | ★    | 12R     | 判定0-3 | オシャキー・フォスター             | アメリカ合衆国 | WBC世界スーパーフェザー級タイトルマッチ                     |
| 38           | 2024年3月8日   | △    | 12R     | 判定1-1 | ニック・ボール                     | イギリス       | WBC防衛1→剥奪および休養王座に認定                           |
| テンプレート |                |      |         |         |                                    |                |                                                             |

## 獲得タイトル
- IBF世界スーパーバンタム級ユース王座
- WBCインターナショナルスーパーバンタム級ユース王座
- WBC世界スーパーバンタム級ユースシルバー王座
- WBCインターナショナルスーパーバンタム級シルバー王座
- WBC世界スーパーバンタム級王座（防衛5=剥奪）
- WBC世界フェザー級王座（防衛1=剥奪および休養王座に認定)
- WBC世界フェザー級休養王座（防衛0）